# Arno Froese
Arno Froese (* 1940 in Windenburg/Vente, Litauen) ist ein US-amerikanischer, evangelischer Pastor, Direktor des amerikanischen Zweiges des Missionswerkes Mitternachtsruf und Autor.

## Leben
Arno Froese wurde im ostpreußischen Windenburg geboren und fand 1967 zum Glauben an Jesus Christus. Er gründete in Columbia (South Carolina) den Verlag The Olive Press und in Hamilton (Ohio) den amerikanischen Zweig des Missionswerkes Mitternachtsruf, dessen Direktor er bis heute ist. Froese ist Chefredakteur für die englischsprachigen Ausgaben der Zeitschriften „Mitternachtsruf“ und „Nachrichten aus Israel“, zwei der führenden Monatsschriften über prophetische Themen. Er ist ein bekannter Autor von Büchern zur biblischen Prophetie. Er unterstützt seit Mitte der 1980er Jahre viele Israel-Touren und Prophetie-Konferenzen in ganz Nordamerika.
Arno Froese ist seit 1968 mit seiner Frau Ruth verheiratet. Das Ehepaar hat drei Söhne und wohnt in Columbia, South Carolina, USA.

## Veröffentlichungen
- Toward the Seventh Millennium als Hrsg., Olive Press, West Columbia SC 1998, ISBN 978-0-93742242-7.
- 120 Fragen zur biblischen Prophetie, Verlag Mitternachtsruf, Dübendorf 2005, ISBN 978-3-85810-294-2.
- Das letzte Weltreich (Tonträger), Verlag Mitternachtsruf, Dübendorf 2005.
- Offenbarung 13: Satans letzter Sieg (Übers. aus dem Amerikanischen: Uli Dossim), Verlag Mitternachtsruf, Dübendorf 2010, ISBN 978-3-85810-108-2.
- Das Geheimnis der Entrückung (Übers. aus dem Amerikanischen: Martin Plohmann), Verlag Mitternachtsruf, Dübendorf 2013, ISBN 978-3-85810-031-3.
- Die demokratische Machtergreifung des Antichristen (dt. Ausgabe des 2008 erschienenen engl. Titel How Democracy Will Elect the Antichrist), Verlag Mitternachtsruf, Dübendorf 2015, ISBN 978-3-85810-068-9.
- Das feste Fundament der Gemeinde: Die Apostelgeschichte (Übers. aus dem Amerikanischen: Yvonne Studer), Verlag Mitternachtsruf, Dübendorf 2017, ISBN 978-3-85810-331-4.

als Mitautor
- Begräbnis oder Kremation? (mit Norbert Lieth und M. Peschutter), Verlag Mitternachtsruf, Dübendorf 2010, ISBN 978-3-85810-107-5.
- Lieber Gott, danke für die Gebete, die Du nicht erhört hast (mit Dieter Steiger; Übers. aus dem Amerikanischen: Martin Plohmann), Verlag Mitternachtsruf, Dübendorf 2015, ISBN 978-3-85810-057-3.